# Plebejci
Plebejci so bili v starem Rimu najnižji sloj prebivalstva, ki ni imel vseh državljanskih pravic

## Pomen besede
Izvor besede plebejci ni znan, kot tudi ni znano, kako in kdaj je razred plebejcev sploh nastal. Ob ustanovitvi Rima, ko naj bi po legendi Romul določil predstavnike družin in jih imenoval patres (odtod patriciji), je verjetno vse ostalo ljudstvo bilo plebs in to ni pomenilo razrednega razlikovanja. S časom pa so se stopnjevale pravice patricijev in dolžnosti plebejcev, tako da so postale socialne razlike vedno globlje. V obdobju kraljevine in republike so se nasprotovanja zaostrila in pogojevala notranjo politiko države. Šele v zadnjih časih republike je bila urejena zakonodaja, ki je dosegla ravnovesje med patriciji in plebejci. V cesarstvu je poimenovanje spet zadobilo prvotni pomen: plebs je pomenilo samo ljudstvo ali množica državljanov, ki niso bili senatorji ali plemiči, brez negativnega pomenskega prizvoka.
Danes se beseda plebejci uporablja predvsem s slabšalnim pomenom kot sopomenka za drhal, nekulturno ljudstvo, včasih tudi za oznako najrevnejše komponente družbe. V nekaterih kolidžih je oznaka za bruce ali študente prvih letnikov.

## Plebejci skozi zgodovino
V prvih časih rimskega kraljestva so bili plebejci vsi tisti, ki niso bili po rodu patriciji, to se pravi staroselci mesta Rim in njegove ožje okolice, čigar družine niso imele predstavnika v senatu. Ko se je iz mesta začela razvijati država, je bilo seveda vedno več plebejcev, ki niso bili meščani, temveč v veliki meri kmetje in pastirji. Država jim je podelila državljanstvo (civitas) in zaščito pred zunanjimi sovražniki v zameno za davčno in vojaško obvezanost. Ker so se tedanje vojne normalno prekinile v zimskem času, so imeli vojaki možnost, da se posvetijo obdelovanju domačih posestev, le za nekaj mesecev na leto. To je bila tudi glavna težava za plebejce, ki niso imeli drugih dohodkov razen tistih od kmečkih pridelkov. Zato se je vedno pogosteje dogajalo, da so se ti ljudje zadolževali za preživetje družine, vendar zaradi ponovnega odhoda na bojišče spet niso mogli dovolj pridelati, da bi dolg poravnali. Po zakonu pa je upnik smel zaradi neplačanih dolgov dolžnika zasužnjiti in celo umoriti. Suženj je izgubil državljanstvo in ni več imel vojaške obveznosti. Za državo kot ustanovo so bili torej ti novi plebejci samo socialno breme.
Tako je bila s časom vedno bolj očitna razlika med plebejci, ki so dosegli pomembna politična mesta in visok življenjski standard, in plebejci, ki so bili brezpravna posest bogatih slojev, bodisi patricijev kot plebejcev. Zato se je spremenilo tudi njihovo poimenovanje. Potomci ljudskih tribunov in konzulov in drugi vidnejši plebejci so proti koncu republike postali nobiles, ki je takrat pomenilo "poznani ljudje", in to poimenovanje so sprejeli tudi patriciji. Revni državljani, tujci in sužnji so bili populus, to je "narod, ljudstvo". Po spremembi republike v cesarstvo so bili nobiles še stoletja vodilna elita v političnih, ekonomskih in socialnih zadevah države.

## Plebejci v Rimskem kraljestvu
Ank Marcij, po legendi četrti rimski kralj, naj bi med drugim vključill v mesto Rim tudi Aventinski grič, verjetno do tedaj last Etruščanov. Kot poroča Tit Livij, naj bi ti novi mestni predeli bili potrebni za naselitev pribežnikov iz podjarmljenih latinskih mest, a ni jasno, zakaj naj bi prebivalci podjarmljenih mest bežali v mesto, ki jih je podjarmilo. Bolj verjetno je, da to niso bili pribežniki, temveč vojni plen, se pravi zasužnjene osebe, ki jih prebivalci Rima niso želeli preživljati. Zato so jih namestili dovolj blizu, da bi bili pri roki po potrebi, a dovolj daleč, da se ne bi mešali z Rimljani (gentes romanae). Vsekakor je to bila prva večja skupina ljudi, ki se je strogo razlikovala od prvotnih prebivalcev mesta Rim – nastali so plebejci.
Po Anku Marciju so prišli na oblast Tarkviniji, Etruščani. Njihovi kulturi je bolj ustrezala starogrška zamisel o mestni državi in o državljanu vojaku. Vsak po svoje so skušali uravnovesiti razlike med patriciji in plebejci z uvedbo nekaterih zakonov, ki so bili prave socialne reforme. Tako je prvi od njih, Tarkvinij Prisk, povišal število senatorjev od 100 na 200 . S tem je številčno zmanjšal razliko med patriciji in ljudstvom in istočasno prekinil zaključen krog senatorjev z vnosom manj elitarnega plemstva. Prisk je tudi ustanovil prve javne "igre", to je celodnevno praznovanje vojaške zmage s prikazovanjem konjeniških spretnosti in drugih predstav, ki je bilo namenjeno predvsem ljudstvu. Njegov naslednik, Servij Tulij, je uvedel popis ljudstva (census), ki je razvrščal prebivalstvo ne samo glede na pripadnost patricijem ali plebejcem, temveč predvsem na podlagi imetja in položaja doseženega v vojski ali politiki. Ta razvrstitev je pomenila veliko socialno napredovanje širših skupin plebejcev, na primer tistih obrtnikov, ki so bili sicer plebejskega porekla, a bogati, kakor tudi bivših vojakov, ki so si na terenu zaslužili visoke vojaške čine. Po drugi strani je census pomenil pravo degradacijo aristokratov, ki so bili brez zadostnega premoženja. Vsekakor je bila s tem popisom prvič pravno določena razlika med patriciji in plebejci. Zadnjega kralja, Tarkvinija Ošabnega, so poznejši zgodovinarji tako očrnili, da ni ostalo o njem nobenega dobrega spomina razen morda vojaške sposobnosti. Njegova tiranija naj bi upravičila zaključek kraljevine in nastanek republike. Dejansko za Rimljane ni bilo bistveno, da se ukine kraljeva oblast, temveč da se odstranijo Etruščani. Ni bila važna Tarkvinijeva ošabnost, temveč njegov vpliv na vedno bolj demokratično vojsko.

## Plebejci v Rimski republiki
Tako je rimska republika nastala s političnim vodstvom v rokah aristokratskega senata in z vojsko, ki je bila sestavljena v veliki meri iz plebejcev. To je povzročilo krizo bodisi v vojaškem, kot tudi v gospodarskem smislu. Vojska je začela popuščati v spopadih s sosedi, medtem ko je senatovo zapostavljanje plebejcev, na primer mestnih obrtnikov in malih trgovcev, močno škodovalo tudi velikim gospodarskim dejavnostim državnega pomena, recimo pristaniščem ali trgovski izmenjavi s sosednjimi narodi.
Napetost je dosegla višek s prvo secesijo plebejcev leta 494 pr. n. št. To je bil množičen odhod plebejcev iz mesta, kjer so patriciji ostali brez njihovih uslug, vojska pa brez nabornikov. S tem so plebejci dosegli prve uspehe, med katerimi pravico do sodnega priziva (provocatio ad populum) in priznanje revolucionarne plebejske skupščine (concilium plebis), ki je s časom postala pomembno zakonodajno telo. Po drugi strani je senat vzpostavil funkcijo diktatorja, ki je imel v izrednih okoliščinah absolutno oblast nad vojsko in vojaškimi obvezniki, kar je bila prikrita grožnja vojakom, ki so se udeležili secesije.
V vsakdanjem življenju se je malo spremenilo in kmalu (449 pr. n. št.) je prišlo do druge secesije. Zgodovinarji na široko pišejo o vzrokih in poteku tega protesta, vendar niso vsi podatki sprejemljivi. Verjetna so poročila o zahtevi plebejcev, da se zapišejo vsi obstoječi zakoni, ki so se do takrat prenašali samo z ustnim izročilom in torej niso bili na vpogled narodu. V ta namen naj bi bila imenovana komisija desetih izvedencev, imenovana decemvirat (decem viri = deset mož). Prva skupina decemvirov je izdelala prvi rimski zakonik Lex Duodecim Tabularum, druga pa naj bi ga le malo izpopolnila in se po izteku mandata ne bi odpovedala visoki službi, temveč naj bi začela gospodariti po Rimu, največ v škodo plebejcev. Glede na splošno organizacijo tedanjega Rima, sta bodisi zloraba oblasti s strani decemvirov kot tudi njihovo odprto nasprotovanje nižjemu sloju prebivalstva, precej neverjetna. Vsekakor so zgodovinarji mnenja, da je tako vedenje povzročilo ogorčenje rimske vojske, tedaj na taboru v okolici Rima, ki je vkorakala v mesto in zasedla Aventinski grič. Kmalu se je vojakom pridružil velik del plebejcev in to je bila druga secessio. Ko so na koncu decemviri popustili, je bilo spet vzpostavljeno stanje izpred njihovega nastopa. Uvedena je bila funkcija ljudskega tribuna, to je državnega sodnika za probleme plebejcev, ki je kmalu postala ena najvidnejših institucij republike. Imenovana sta bila dva predstavnika ljudstva, ki sta izdala več zakonov v prid plebejcev, vendar je bila izvedba teh zakonov zelo dolgovezna. Tako je na primer leta 420 bil odobren zakon, po katerem so se lahko tudi plebejci potegovali za službo kvestorja, a prvi kvestorji iz vrst plebejcev so iz leta 409 pr. n. št.
Niti plenitev Rima (390 pr. n. št.) niti vojne s sosedi, ki so ji sledile, niso prekinile socialnega trenja v republiki. Do premirja med strankama je prišlo z odobritvijo zakona Liciniae Sextiae, ki je med drugim predvideval možnost izvolitve plebejca za konzula (367 pr. n. št.). Po nekaj letih so plebejci dosegli, da je ta možnost postala zakonita dolžnost: na vodstvu države sta odslej bila dva konzula, en patricij in en plebejec. Nekateri moderni zgodovinarji menijo, da se pod tem zakonom skriva sporazum med patriciji in plebejci. Dogovor naj bi predvidel sodelovanje med aristokrati, ki so svoj položaj dedovali še iz prvih časov republike, in plebejci rimskega porekla, ki so izvirali iz avtohtonih rimskih državljanov. Največjo korist so od sporazuma imeli dotedanji plebejci mesta Rima, ki so z njim dosegli enakopravnost s patriciji. Nastala je nova družbena komponenta obogatelih plebejcev, imenovana nobilitas. Vendar je ob koncu četrtega stoletja pr. n. št. država že bila naseljena z množicami podjarmljenih ljudstev, ki so se seveda okoristili s tem zakonom, a so dejansko ostali sužnji in brezpravna množica.
Tretja secesija plebejcev je iz leta 287 pr. n. št., a vzroki niso še natančno raziskani. Verjetno je bil glavni vzrok nezadovoljstvo plebejcev ob porazdelitvi vojnega plena po samnitskih vojnah. Morda je vnela upor prav vrnitev vojakov na dolgo zapuščene domove, kjer so jih čakali neporavnani dolgovi, ki so se bili nakopičili med njihovo odsotnostjo. Nezadovoljni plebejci so se spet umaknili iz mesta. Vrnili so se samo po odobritvi zakona, ki je določal, da odločbe (plebiscita) plebejskih skupščin obvezujejo vse državljane, torej tudi patricije. To je pomenilo praktično enakopravnost.
Zgodovina ne poroča o nadaljnjih socialnih trenjih v državi, ki bi se dala primerjati z dotedanjimi. Še vedno so se nasprotovanja med strankama pojavljala, na primer nastop "popularjev" (populares) ob koncu drugega stoletja pr. n. št., vendar so to bile v glavnem samo politične poteze brez oboroženih spopadov in večkrat celo brez sodelovanja množic sploh.

## Plebejci alipopulus
Zanimiv je pomen besede populus, ki se je v teku stoletij spreminjal in se večkrat pomotoma prekrival z definicijo plebejcev. V prvih časih, to je v kraljestvu, je beseda pomenila "prebivalstvo", torej država je bila sestavljena iz kralja in prebivalstva, ki se je delilo na patricije in plebejce. Tako pojmovanje besede populus se je nekoliko spremenilo z vzpostavitvijo republike. Republiški moto "Senatus Populusque Romanus" pomeni "senat in rimsko prebivalstvo", kjer je razvidno, da gre za dve enoti, senat (patriciji) in rimsko prebivalstvo (populus romanus), brez upoštevanja ostalega prebivalstva v državi. Populus romanus (prebivalstvo mesta Rim), tudi gentes romanae (prvotna plemena Rima), v pojmovanju tedanje države ni imel nič skupnega z ostalim prebivalstvom. Zato je bilo normalno, da se je populus romanus (in ne ostali populus) v pozni republiki združil s patriciji v nobilitas. S tem je zapadla stoletna delitev na patricije in plebejce in nastalo je nasprotje med nobilitas in populus. Nobiles so bili praktično potomci prvotnih prebivalcev mesta Rim, priseljenci so bili populus brez prilastka romanus, kakor vse ostalo ljudstvo v državi. Beseda se je od takrat uporabljala spet v prvotnem pomenu, se pravi prebivalstvo brez vodilnih oseb. Samo v zelo recentnih časih, to je z uvedbo demokracije, beseda populus in njene izpeljanke v raznih jezikih pomeni "narod", oziroma vse prebivalstvo brez izjeme na določenem ozemlju in v določeni dobi.
| Razred                    | Ocena premoženja (drachmae: denarij po 211 Bpr. n. št.) | Število glasov na volilni skupščini | Vojaška obveznost                 |
| Aristokrati               | Aristokrati                                             | Aristokrati                         | Aristokrati                       |
| ------------------------- | ------------------------------------------------------- | ----------------------------------- | --------------------------------- |
| Patricii (patriciji)      | n.a. (dedno)                                            | 6                                   | Oficirji in legionarska konjenica |
| Equites (vitezi)          | dedno/preko 25.000?*                                    | 12                                  | Oficirji in legionarska konjenica |
| Plebejci                  |                                                         |                                     |                                   |
| Prvi razred               | 10.000 – 25.000?                                        | 80                                  | Legionarska konjenica             |
| Drugi razred              | 7.500 – 10.000                                          | 20                                  | Legionarska pehota                |
| Tretji razred             | 5.000 – 7.500                                           | 20                                  | Legionarska pehota                |
| Četrti razred             | 2.500 – 5.000                                           | 20                                  | Legionarska pehota                |
| Peti razred               | 400 (ali 1.100) – 2.500                                 | 30                                  | Legionarska pehota (Veliti)       |
| Proletarii (capite censi) | Pod 400 (ali 1.100)                                     | 1                                   | Flota (veslači)                   |